# بوی فان پوپل
بوی فان پوپل (هلندی: Boy van Poppel؛ زادهٔ ۱۸ ژانویهٔ ۱۹۸۸) دوچرخه‌سوار اهل هلند است.
از باشگاه‌هایی که در آن رکاب زده‌است می‌توان به تیم ترک-سگافردو، تیم دوچرخه‌سواری رابوبانک دولوپمنت، تیم دوچرخه‌سواری یونایتدهلثکر، و تیم دوچرخه‌سواری وکانسولیل–دی‌سی‌ام اشاره کرد.